# هلموت شوبرت
هلموت شوبرت (انگلیسی: Helmut Schubert; ۱۷ فوریهٔ ۱۹۱۶ – ۲۴ ژوئیهٔ ۱۹۸۸) بازیکن فوتبال اهل آلمان شرقی بود.
از باشگاه‌هایی که در آن بازی کرده‌است می‌توان به باشگاه فوتبال تسویکاو و باشگاه فوتبال درسدنر اشاره کرد.
وی همچنین در تیم ملی فوتبال آلمان بازی کرده‌است.